# La Souterraine
 La Souterraine  (en occitano La Sostrana) es una comuna (municipio) de Francia, en la región de Lemosín, departamento de Creuse, en el distrito de Guéret. Es la capital y mayor población del cantón de su nombre, y la segunda mayor población del departamento. Su gentilicio francés es Sostraniens.
Su población en el censo de 1999 era de 5.320 habitantes. La superficie de la comuna es de 37,07 km². La densidad de población era, pues, de 144 hab/ km².
Es la única población de su aglomeración urbana (agglomération urbaine).
Forma parte del Camino de Santiago (Via Lemovicensis).
Está integrada en la Communauté de communes du Pays Sostranien, de la que es la mayor comuna por población.
Se encuentra junto a la carretera N145 (actualmente autovía), y a menos de 10 km de la autopista A20. Dispone de estación de ferrocarril.